# Opisthocoelicaudiinae

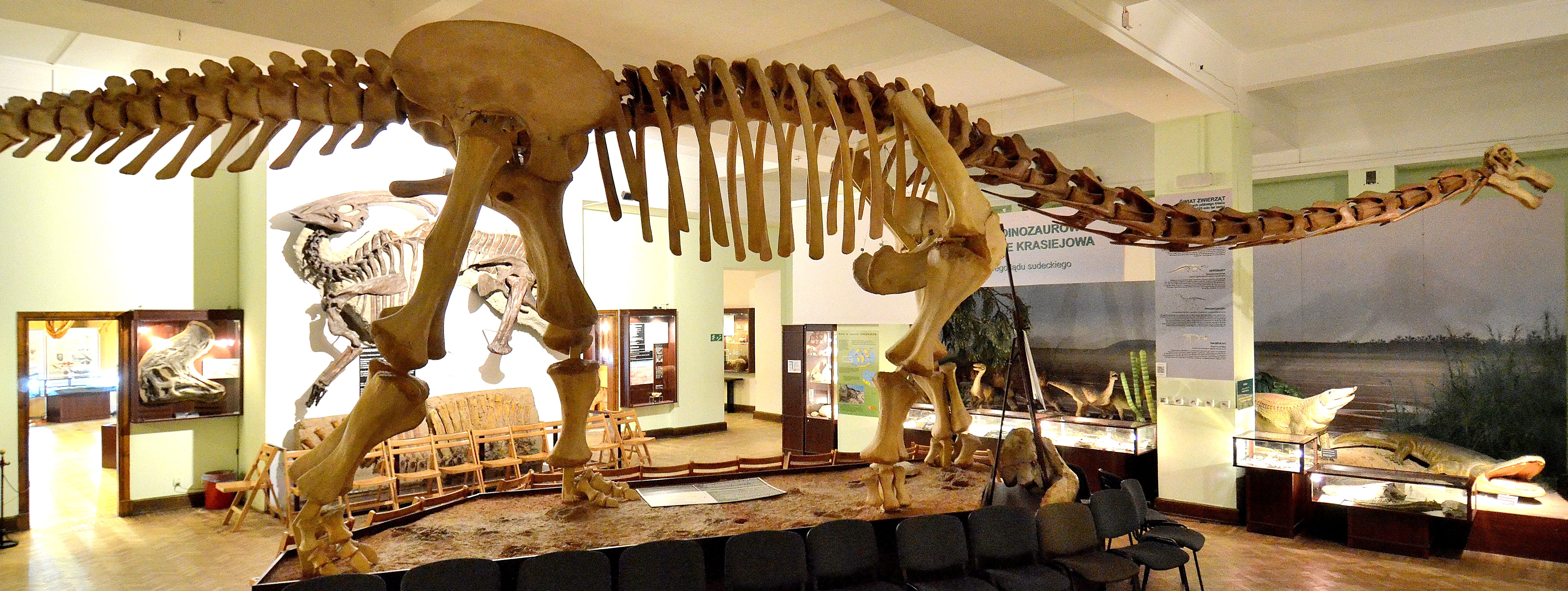
Rekonstrukcja szkieletu opistocelikaudii w Muzeum Ewolucji PAN w Warszawie

Opisthocoelicaudiinae – klad wymarłych dinozaurów w randze podrodziny, należący do tytanozaurów. Żyły w kredzie późnej. Ich skamieniałości znane są z Chin, Mongolii oraz Stanów Zjednoczonych (Nowy Meksyk, Teksas i Utah). Do Opisthocoelicaudiinae przypisano 3 rodzaje: alamozaur, borealozaur i opistocelikaudia, stanowiąca rodzaj typowy. Grupa nazwana została przez Johna S. McIntosha w 1990. Cechą charakterystyczną Opisthocoelicaudiinae były łapy pozbawione nadgarstka i paliczków.
Wielu naukowców uznaje monofiletyzm Opisthocoelicaudiinae. Inni naukowcy dochodzą do wniosku, że Opisthocoelicaudiinae cechuje parafiletyzm. W niezgodzie z większością innych badań Upchurch i współpracownicy w 2004 nalegali na usunięcie alamozaura z saltazaurów jako bliskiego krewnego pellegrinizaura, w związku z czym niespokrewnionego bliżej z opistocelikaudią.
Poniższy kladogram bazuje na pracy Calvo et al. (2007). Jej autorzy ukazują Opisthocoelicaudiinae jako grupę monofiletyczną:
|  | Opisthocoelicaudia |
|  |                    |
|  | Alamosaurus        |
|  |                    |

|  | Neuquensaurus                                              |
|  |                                                            |
|  | \| \| Rocasaurus \| \| \| \| \| \| Saltasaurus \| \| \| \| |
|  |                                                            |
|  | Rocasaurus                                                 |
|  |                                                            |
|  | Saltasaurus                                                |
|  |                                                            |

|  | Rocasaurus  |
|  |             |
|  | Saltasaurus |
|  |             |

|  | Opisthocoelicaudia |
|  |                    |
|  | Alamosaurus        |
|  |                    |

|  | Neuquensaurus                                              |
|  |                                                            |
|  | \| \| Rocasaurus \| \| \| \| \| \| Saltasaurus \| \| \| \| |
|  |                                                            |
|  | Rocasaurus                                                 |
|  |                                                            |
|  | Saltasaurus                                                |
|  |                                                            |

|  | Rocasaurus  |
|  |             |
|  | Saltasaurus |
|  |             |